# Клубный кубок UNCAF 1981
1. перенаправление Турнир Фратернитад 1981